# Silvia Kal
Silvia "Kal" García (Madrid, 5 de enero de 1983) es una actriz y modelo española radicada en Estados Unidos.

## Biografía

### Primeros años e inicios
Kal nació en Madrid en 1983. Luego de formarse académicamente en la Universidad Europea de Madrid, empezó a trabajar como modelo y actriz, registrando su primera aparición en cine en el largometraje de Miloš Forman Los fantasmas de Goya, una producción hispano-estadounidense de 2006 protagonizada por Javier Bardem, Stellan Skarsgård y Natalie Portman. Iniciando la década de 2010, Kal decidió mudarse a Los Ángeles para continuar allí su carrera como actriz.

### Carrera como actriz
En la ciudad estadounidense se inscribió en el estudio Ivana Chubbuck para formarse en arte dramático y empezó a registrar apariciones menores en producciones para cine como El lobo de Wall Street de Martin Scorsese y Jersey Boys de Clint Eastwood y en series de televisión como Melodía de amor y Anger Management. En 2016 interpretó el papel de Catarina en el largometraje de Walt Perez Here in the East y el mismo año protagonizó el tráiler de Mobile Strike, un videojuego de estrategia con Arnold Schwarzenegger como principal protagonista. En 2017 interpretó el papel de Kate White en el seriado Scorpion Girl y participó en el largometraje Caravaggio and My Mother the Pope, donde fue dirigida por Gladys Florence.
Luego de aparecer en la serie de televisión Crypto Game y en la película de suspenso de 2019 Chameleon, escribió la historia del cortometraje Breathe Jans, Breathe, que se encuentra en proceso de posproducción. En 2021 su presencia fue confirmada en el largometraje de Jota Linares, Las niñas de cristal.En 2023 interpretó el papel de Lucía en el filme español Awareness.

### Carrera como modelo
En su carrera como modelo ha participado en campañas publicitarias de marcas como Swim by Judit, Google, Natura Bisse y Sony, y ha aparecido en revistas como GQ, Esquire México, Vogue, FHM España, InFluential, Elle y Men's Health. En 2013 registró una aparición en el vídeoclip de Snoop Dogg «Let the Bass Go» para la banda sonora de la película animada Turbo. En 2017 colaboró con el cantante español David Bisbal en el videoclip de la canción «Fiebre», uno de los sencillos del álbum Hijos del mar.

## Filmografía

### Cine
| Año  | Título                                             | Papel                 | Notas                    |
| ---- | -------------------------------------------------- | --------------------- | ------------------------ |
| 2006 | Los fantasmas de Goya                              | Queen                 |                          |
| 2011 | Sprinkles: The Mighty Mermen from Mars             | Grace                 | Corto                    |
| 2013 | El lobo de Wall Street                             | Asistente a la fiesta |                          |
| 2014 | Jersey Boys                                        | Esposa del productor  |                          |
| 2015 | Paranormal Digital Portrait Zombie Halloween Prank | Mujer                 | Corto                    |
| 2016 | Here in the East                                   | Catarina              |                          |
| 2016 | Mobile Strike Trailer                              | Soldado               | Corto                    |
| 2016 | The Last Wizard                                    | Tiffany               | Corto                    |
| 2017 | Caravaggio and My Mother the Pope                  | Modelo de Picasso     |                          |
| 2018 | Goosebumps Horror Town: A Babysitter's Nightmare   | Sarah                 |                          |
| 2019 | Chamaleon                                          | Olivia                |                          |
| 2020 | Scorpion Girl: The Awakening                       | Reportera             |                          |
| 2021 | Breathe Jans, Breathe                              | Jans                  | Corto, también escritora |
| 2022 | Las niñas de cristal                               |                       |                          |
| 2023 | Awareness                                          | Lucía                 |                          |

### Televisión
| Año  | Título           | Papel         | Notas            |
| ---- | ---------------- | ------------- | ---------------- |
| 2011 | Melodía de amor  | Isabel        | Papel recurrente |
| 2013 | Anger Management | Mujer hermosa | 1 episodio       |
| 2017 | Scorpion Girl    | Kate White    | Papel recurrente |
| 2018 | Crypto Game      | Verena        | 2 episodios      |

### Videoclips
| Año  | Título            | Artista      |
| ---- | ----------------- | ------------ |
| 2013 | «Let the Bass Go» | Snoop Dogg   |
| 2017 | «Fiebre»          | David Bisbal |